# Slovénie aux Jeux olympiques d'hiver de 2022

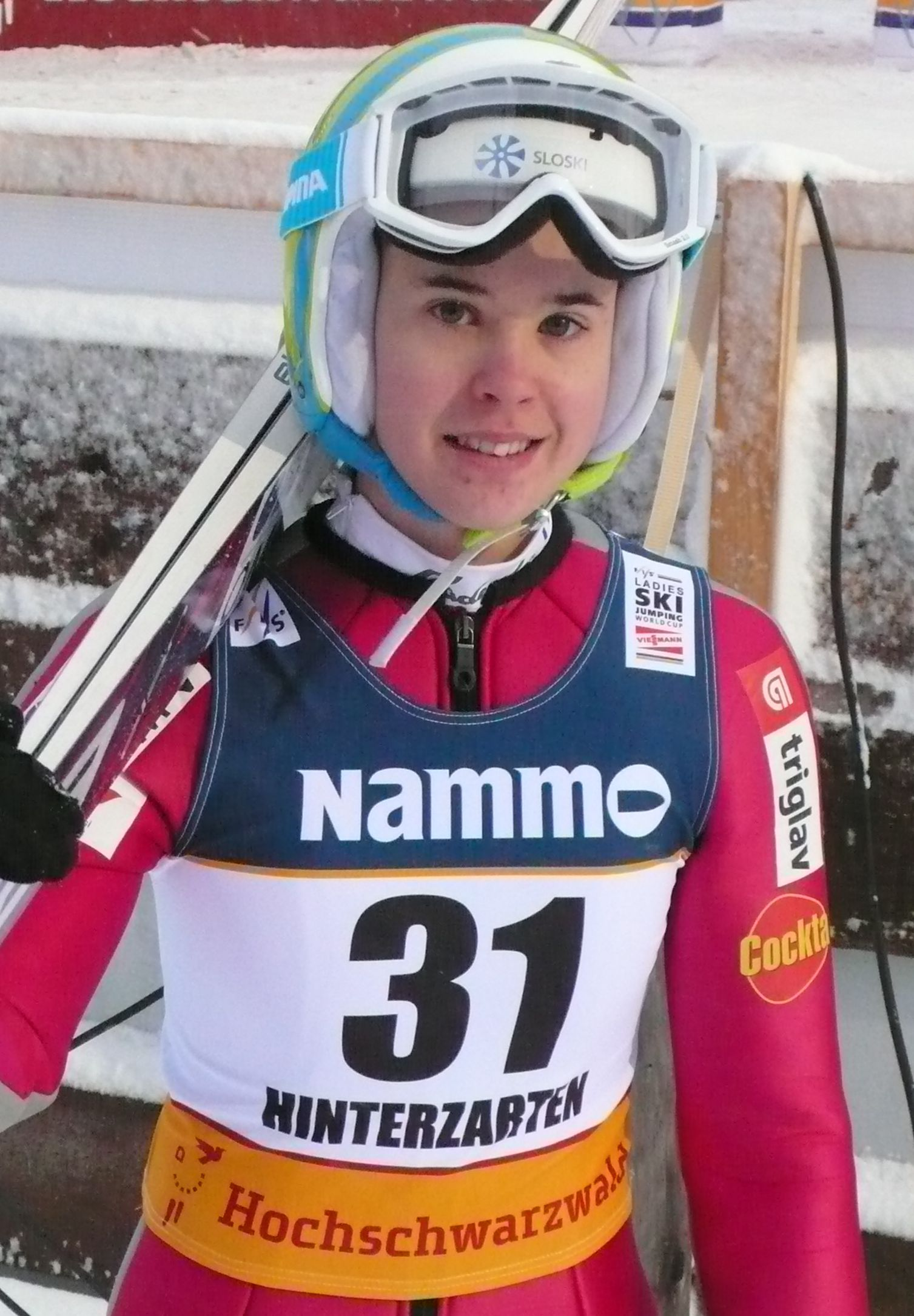
Urša Bogataj remporte deux médailles d'or en saut à ski : en individuel et par équipe mixte.

La Slovénie participe aux Jeux olympiques d'hiver de 2022 à Pékin en Chine du 4 au 20 février 2022. Il s'agit de sa neuvième participation à des Jeux olympiques d'hiver.
Elle y remporte deux médailles d'or, toutes les deux en saut à ski, ainsi que trois médailles d'argent et deux médailles de bronze.

## Délégation
Le tableau suivant montre le nombre d'athlètes slovènes dans chaque discipline :
| Sport            | Hommes | Femmes | Total |
| ---------------- | ------ | ------ | ----- |
| Biathlon         | 4      | 2      | 6     |
| Combiné nordique | 1      | -      | 1     |
| Saut à ski       | 5      | 4      | 9     |
| Ski alpin        | 4      | 7      | 11    |
| Ski de fond      | 4      | 5      | 9     |
| Snowboard        | 4      | 2      | 6     |
| Total            | 23     | 21     | 44    |

## Médaillés
| Sport      | Discipline                    | Athlète(s)                                      | Performance    | Date      |
| ---------- | ----------------------------- | ----------------------------------------------- | -------------- | --------- |
| Saut à ski | Tremplin normal femmes        | Urša Bogataj                                    | 239,0 points   | 5 février |
| Saut à ski | Saut à ski par équipes mixtes | Nika Križnar Timi Zajc Urša Bogataj Peter Prevc | 1 001,5 points | 7 février |

| Sport      | Discipline                      | Athlète(s)                                 | Performance   | Date       |
| ---------- | ------------------------------- | ------------------------------------------ | ------------- | ---------- |
| Saut à ski | Épreuves par équipes masculines | Lovro Kos Cene Prevc Timi Zajc Peter Prevc | 934,4 points  | 14 février |
| Ski alpin  | Slalom géant hommes             | Žan Kranjec                                | 2 min 9 s 54  | 13 février |
| Snowboard  | Slalom géant parallèle hommes   | Tim Mastnak                                | 1 min 21 s 43 | 8 février  |

| Sport      | Discipline                    | Athlète(s)     | Performance   | Date      |
| ---------- | ----------------------------- | -------------- | ------------- | --------- |
| Saut à ski | Tremplin normal femmes        | Nika Križnar   | 232,0 points  | 5 février |
| Snowboard  | Slalom géant parallèle femmes | Glorija Kotnik | 1 min 28 s 78 | 8 février |

## Bilan général
| Sport      |   |   |   | Total |
| ---------- | - | - | - | ----- |
| Saut à ski | 2 | 1 | 1 | 4     |
| Snowboard  | 0 | 1 | 1 | 2     |
| Ski alpin  | 0 | 1 | 0 | 1     |
| Total      | 2 | 3 | 2 | 7     |

| Jour       |   |   |   | Total |
| ---------- | - | - | - | ----- |
| 5 février  | 1 | 0 | 1 | 2     |
| 7 février  | 1 | 0 | 0 | 1     |
| 8 février  | 0 | 1 | 1 | 2     |
| 13 février | 0 | 1 | 0 | 1     |
| 14 février | 0 | 1 | 0 | 1     |
| Total      | 2 | 3 | 2 | 7     |

| Sexe   |   |   |   | Total |
| ------ | - | - | - | ----- |
| Femmes | 1 | 0 | 2 | 3     |
| Hommes | 0 | 3 | 0 | 3     |
| Mixte  | 1 | 0 | 0 | 1     |
| Total  | 2 | 3 | 2 | 7     |

| Athlète      | Sport      |   |   |   | Total |
| ------------ | ---------- | - | - | - | ----- |
| Urša Bogataj | Saut à ski | 2 | 0 | 0 | 2     |
| Timi Zajc    | Saut à ski | 1 | 1 | 0 | 2     |
| Peter Prevc  | Saut à ski | 1 | 1 | 0 | 2     |

## Résultats

### Biathlon
| Miha Dovžan  | 53 min 39 s 4 | 2 (0+0+0+2) | 38e | 26 min 53 s 1 | 2 (2+0) | 62e | -             | -           | -   |
| Jakov Fak    | 52 min 48 s   | 3 (1+1+0+1) | 29e | 25 min 48 s   | 1 (0+1) | 26e | 43 min 58 s 9 | 5 (1+2+1+1) | 29e |
| Lovro Planko | 54 min 27 s 9 | 4 (2+1+0+1) | 46e | 26 min 22 s 3 | 2 (0+2) | 42e | 47 min 31 s 6 | 8 (2+2+2+2) | 56e |
| Rok Tršan    | 55 min 14 s 7 | 1 (1+0+0+0) | 54e | 27 min 45 s 7 | 1 (0+1) | 86e | -             | -           | -   |

| Polona Klemenčič | 48 min 18 s 8 | 2 (0+2+0+0) | 29e | 23 min 31 s 2 | 2 (1+1) | 59e | 41 min 31 s 5 | 4 (0+1+2+1) | 51e |
| Živa Klemenčič   | 51 min 51 s 6 | 4 (0+1+0+3) | 64e | 24 min 43 s 6 | 3 (3+0) | 79e | -             | -           | -   |

| Athlètes                                              | Épreuve | Temps               | Pénalité | Rang |
| ----------------------------------------------------- | ------- | ------------------- | -------- | ---- |
| Miha Dovžan Jakov Fak Lovro Planko Rok Tršan          | Hommes  | 1 h 24 min 9 s 6    | 0+10     | 11e  |
| Miha Dovžan Jakov Fak Polona Klemenčič Živa Klemenčič | Mixte   | Ont concédé un tour | 4+10     | 20e  |

### Combiné nordique
| Athlète      | Épreuve          | Saut à ski | Saut à ski | Saut à ski | Ski de fond   | Ski de fond | Total         | Total |
| Athlète      | Épreuve          | Distance   | Points     | Rang       | Temps         | Rang        | Temps         | Rang  |
| ------------ | ---------------- | ---------- | ---------- | ---------- | ------------- | ----------- | ------------- | ----- |
| Vid Vrhovnik | Tremplin normal, | 91,5 m     | 88,0       | 31e        | 27 min 34 s 5 | 39e         | 30 min 34 s 5 | 37e   |
| Vid Vrhovnik | Grand tremplin,  | 114,0 m    | 82,4       | 34e        | 28 min 11 s 8 | 41e         | 32 min 1 s 8  | 36e   |

### Saut à ski
| Athlète                                         | Épreuve                   | Qualification | Qualification | Qualification | Finale   | Finale   | Finale   | Finale   | Finale  | Finale  | Finale  | Finale                              |
| Athlète                                         | Épreuve                   | Qualification | Qualification | Qualification | 1er saut | 1er saut | 1er saut | 2e saut  | 2e saut | 2e saut | Total   | Total                               |
| Athlète                                         | Épreuve                   | Distance      | Points        | Rang          | Distance | Points   | Rang     | Distance | Points  | Rang    | Points  | Rang                                |
| ----------------------------------------------- | ------------------------- | ------------- | ------------- | ------------- | -------- | -------- | -------- | -------- | ------- | ------- | ------- | ----------------------------------- |
| Anže Lanišek                                    | Hommes (tremplin normal), | 94,0 m        | 98,5          | 15e           | 99,0 m   | 130,6    | 9e       | 98,0 m   | 123,0   | 17e     | 253,6   | 13e                                 |
| Lovro Kos                                       | Hommes (tremplin normal), | 87,0 m        | 98,5          | 15e           | 95,0 m   | 120,9    | 28e      | 92,0 m   | 108,7   | 28e     | 229,6   | 28e                                 |
| Peter Prevc                                     | Hommes (tremplin normal), | 82,0 m        | 77,0          | 38e           | 103,0 m  | 139,2    | 2e       | 99,5 m   | 126,2   | 8e      | 265,4   | 4e                                  |
| Timi Zajc                                       | Hommes (tremplin normal), | 88,0 m        | 84,3          | 30e           | 97,0 m   | 128,2    | 18e      | 104,5 m  | 131,1   | 4e      | 259,3   | 9e                                  |
| Lovro Kos                                       | Hommes (grand tremplin),  | 125,0 m       | 114,9         | 19e           | 135,0 m  | 130,7    | 13e      | 136,5 m  | 137,7   | 6e      | 268,4   | 11e                                 |
| Cene Prevc                                      | Hommes (grand tremplin),  | 128,5 m       | 121,1         | 10e           | 135,0 m  | 131,6    | 10e      | 137,0 m  | 136,5   | 9e      | 268,1   | 12e                                 |
| Peter Prevc                                     | Hommes (grand tremplin),  | 131,0 m       | 128,3         | 3e            | 137,0 m  | 131,3    | 12e      | 137,0 m  | 137,4   | 7e      | 268,7   | 10e                                 |
| Timi Zajc                                       | Hommes (grand tremplin),  | 120,0 m       | 101,1         | 33e           | 138,5 m  | 140,7    | 3e       | 130,5 m  | 132,5   | 14e     | 273,2   | 6e                                  |
| Lovro Kos Cene Prevc Peter Prevc Timi Zajc      | Par équipes hommes        | Non disputé   | Non disputé   | Non disputé   | 519,0 m  | 467,4    | 1er      | 505,0 m  | 467,0   | 3e      | 934,4   | Médaille d'argent, Jeux olympiques  |
| Urša Bogataj                                    | Femmes                    | Non disputé   | Non disputé   | Non disputé   | 108,0 m  | 118,0    | 2e       | 100,0 m  | 121,0   | 1re     | 239,0   | Médaille d'or, Jeux olympiques      |
| Ema Klinec                                      | Femmes                    | Non disputé   | Non disputé   | Non disputé   | 100,0 m  | 112,1    | 4e       | 90,5 m   | 103,3   | 6e      | 215,4   | 5e                                  |
| Nika Križnar                                    | Femmes                    | Non disputé   | Non disputé   | Non disputé   | 103,0 m  | 113,9    | 3e       | 99,5 m   | 118,1   | 2e      | 232,0   | Médaille de bronze, Jeux olympiques |
| Špela Rogelj                                    | Femmes                    | Non disputé   | Non disputé   | Non disputé   | 93,0 m   | 101,7    | 9e       | 82,0 m   | 82,5    | 18e     | 184,2   | 9e                                  |
| Urša Bogataj Nika Križnar Peter Prevc Timi Zajc | Par équipes mixte         | Non disputé   | Non disputé   | Non disputé   | 406,0 m  | 506,4    | 1er      | 401,0 m  | 495,1   | 1er     | 1 001,5 | Médaille d'or, Jeux olympiques      |

### Ski alpin
| Athlète         | Épreuve      | 1re manche   | 1re manche  | 2e manche    | 2e manche   | Total         | Total                              |
| Athlète         | Épreuve      | Temps        | Rang        | Temps        | Rang        | Temps         | Rang                               |
| --------------- | ------------ | ------------ | ----------- | ------------ | ----------- | ------------- | ---------------------------------- |
| Žan Kranjec     | Slalom       | Abandon      | Abandon     | Éliminé      | Éliminé     | Éliminé       | Éliminé                            |
| Žan Kranjec     | Slalom géant | 1 min 3 s 71 | 8e          | 1 min 5 s 83 | 1re         | 2 min 9 s 54  | Médaille d'argent, Jeux olympiques |
| Miha Hrobat     | Super G      | Non disputé  | Non disputé | Non disputé  | Non disputé | Abandon       | Abandon                            |
| Boštjan Kline   | Super G      | Non disputé  | Non disputé | Non disputé  | Non disputé | 1 min 22 s 55 | 20e                                |
| Nejc Naraločnik | Super G      | Non disputé  | Non disputé | Non disputé  | Non disputé | 123 min 8 s   | 24e                                |
| Miha Hrobat     | Descente     | Non disputé  | Non disputé | Non disputé  | Non disputé | 1 min 44 s 71 | 24e                                |
| Boštjan Kline   | Descente     | Non disputé  | Non disputé | Non disputé  | Non disputé | 1 min 43 s 75 | 10e                                |
| Nejc Naraločnik | Descente     | Non disputé  | Non disputé | Non disputé  | Non disputé | Abandon       | Abandon                            |
| Miha Hrobat     | Combiné      | Abandon      | Abandon     | Éliminé      | Éliminé     | Éliminé       | Éliminé                            |
| Nejc Naraločnik | Combiné      | Abandon      | Abandon     | Éliminé      | Éliminé     | Éliminé       | Éliminé                            |

| Athlète        | Épreuve      | 1re manche    | 1re manche  | 2e manche   | 2e manche   | Finale        | Finale   |
| Athlète        | Épreuve      | Temps         | Rang        | Temps       | Rang        | Temps         | Rang     |
| -------------- | ------------ | ------------- | ----------- | ----------- | ----------- | ------------- | -------- |
| Ana Bucik      | Slalom       | 53 s 73       | 14e         | 52 s 94     | 7e          | 1 min 46 s 67 | 11e      |
| Neja Dvornik   | Slalom       | Abandon       | Abandon     | Éliminée    | Éliminée    | Éliminée      | Éliminée |
| Meta Hrovat    | Slalom       | Abandon       | Abandon     | Éliminée    | Éliminée    | Éliminée      | Éliminée |
| Andreja Slokar | Slalom       | 52 s 64       | 4e          | 52 s 56     | 5e          | 1 min 45 s 20 | 5e       |
| Ana Bucik      | Slalom géant | 59 s 42       | 16e         | 58 s 47     | 11e         | 1 min 57 s 89 | 11e      |
| Meta Hrovat    | Slalom géant | 58 s 48       | 4e          | 58 s 56     | 13e         | 1 min 57 s 04 | 7e       |
| Tina Robnik    | Slalom géant | 1 min 0 s 18  | 21e         | 58 s 72     | 15e         | 1 min 58 s 90 | 18e      |
| Andreja Slokar | Slalom géant | 1 min 0 s 08  | 20e         | Abandon     | Abandon     | Abandon       | Abandon  |
| Maruša Ferk    | Super G      | Non disputé   | Non disputé | Non disputé | Non disputé | 1 min 15 s 72 | 23e      |
| Maruša Ferk    | Descente     | Non disputé   | Non disputé | Non disputé | Non disputé | 1 min 34 s 99 | 23e      |
| Ilka Štuhec    | Descente     | Non disputé   | Non disputé | Non disputé | Non disputé | 1 min 34 s 88 | 22e      |
| Maruša Ferk    | Combiné      | 1 min 33 s 07 | 6e          | 57 s 05     | 8e          | 2 min 30 s 12 | 9e       |

| Athlètes                                                     | Huitième de finale       | Quart de finale     | Demi-finale         | Finale / MB         | Finale / MB |
| Athlètes                                                     | Adversaire Résultat      | Adversaire Résultat | Adversaire Résultat | Adversaire Résultat | Rang        |
| ------------------------------------------------------------ | ------------------------ | ------------------- | ------------------- | ------------------- | ----------- |
| Žan Kranjec Miha Hrobat Ana Bucik Andreja Slokar Tina Robnik | Canada Victoire 2-2 (MT) | Autriche Défaite1-3 | Éliminés            | Éliminés            | 7e          |

### Ski de fond
| Athlète                                      | Épreuve                   | Classique     | Classique   | Libre             | Libre             | Total               | Total |
| Athlète                                      | Épreuve                   | Temps         | Rang        | Temps             | Rang              | Temps               | Rang  |
| -------------------------------------------- | ------------------------- | ------------- | ----------- | ----------------- | ----------------- | ------------------- | ----- |
| Miha Ličef                                   | Skiathlon (15 km + 15 km) | 44 min 39 s 3 | 54e         | A concédé un tour | A concédé un tour | A concédé un tour   | 56e   |
| Miha Ličef                                   | 15 km classique           | Non disputé   | Non disputé | Non disputé       | Non disputé       | 42 min 43 s 4       | 55e   |
| Vili Črv                                     | 15 km classique           | Non disputé   | Non disputé | Non disputé       | Non disputé       | 44 min 12 s 9       | 69e   |
| Miha Šimenc                                  | 15 km classique           | Non disputé   | Non disputé | Non disputé       | Non disputé       | 44 min 20 s 8       | 71e   |
| Miha Šimenc Miha Ličef Vili Črv Janez Lampič | Relais 4 × 10 km          | Non disputé   | Non disputé | Non disputé       | Non disputé       | Ont concédé un tour | 14e   |

| Athlète          | Épreuve                     | Classique    | Classique   | Libre         | Libre       | Total             | Total |
| Athlète          | Épreuve                     | Temps        | Rang        | Temps         | Rang        | Temps             | Rang  |
| ---------------- | --------------------------- | ------------ | ----------- | ------------- | ----------- | ----------------- | ----- |
| Neža Žerjav      | Skiathlon (7,5 km + 7,5 km) | 27 min 7 s 4 | 56e         | 24 min 27 s 5 | 47e         | 52 min 33 s 1     | 55e   |
| Neža Žerjav      | 10 km classique             | Non disputé  | Non disputé | Non disputé   | Non disputé | 33 min 56 s 8     | 71e   |
| Anamarija Lampič | 10 km classique             | Non disputé  | Non disputé | Non disputé   | Non disputé | 29 min 55 s       | 17e   |
| Anja Mandeljc    | 10 km classique             | Non disputé  | Non disputé | Non disputé   | Non disputé | 33 min 19 s 5     | 66e   |
| Anita Klemenčič  | 10 km classique             | Non disputé  | Non disputé | Non disputé   | Non disputé | 33 min 9 s 3      | 62e   |
| Anita Klemenčič  | 30 km libre                 | Non disputé  | Non disputé | Non disputé   | Non disputé | 1 h 46 min 37 s 6 | 59e   |
| Neža Žerjav      | 30 km libre                 | Non disputé  | Non disputé | Non disputé   | Non disputé | 1 h 42 min 14 s 2 | 53e   |

| Athlète                    | Épreuve            | Qualification | Qualification | Quart de finale | Quart de finale | Demi-finale    | Demi-finale | Finale   | Finale   |
| Athlète                    | Épreuve            | Temps         | Rang          | Temps           | Rang            | Temps          | Rang        | Temps    | Rang     |
| -------------------------- | ------------------ | ------------- | ------------- | --------------- | --------------- | -------------- | ----------- | -------- | -------- |
| Vili Črv                   | Individuel hommes  | 2 min 57 s 39 | 42e           | Éliminé         | Éliminé         | Éliminé        | Éliminé     | Éliminé  | Éliminé  |
| Janez Lampič               | Individuel hommes  | 3 min 9 s 95  | 74e           | Éliminé         | Éliminé         | Éliminé        | Éliminé     | Éliminé  | Éliminé  |
| Miha Ličef                 | Individuel hommes  | 3 min 5 s 98  | 65e           | Éliminé         | Éliminé         | Éliminé        | Éliminé     | Éliminé  | Éliminé  |
| Miha Šimenc                | Individuel hommes  | 2 min 58 s 14 | 44e           | Éliminé         | Éliminé         | Éliminé        | Éliminé     | Éliminé  | Éliminé  |
| Vili Črv Miha Šimenc       | Par équipes hommes | Non disputé   | Non disputé   | Non disputé     | Non disputé     | 20 min 43 s 03 | 8e          | Éliminés | 16e      |
| Anita Klemenčič            | Individuel femmes  | 3 min 34 s 12 | 55e           | Éliminée        | Éliminée        | Éliminée       | Éliminée    | Éliminée | Éliminée |
| Anamarija Lampič           | Individuel femmes  | 3 min 22 s 93 | 26e           | 3 min 18 s 60   | 3e              | 3 min 19 s 26  | 6e          | Éliminée | 12e      |
| Anja Mandeljc              | Individuel femmes  | 3 min 35 s 90 | 59e           | Éliminée        | Éliminée        | Éliminée       | Éliminée    | Éliminée | Éliminée |
| Eva Urevc                  | Individuel femmes  | 3 min 30 s 43 | 46e           | Éliminée        | Éliminée        | Éliminée       | Éliminée    | Éliminée | Éliminée |
| Anamarija Lampič Eva Urevc | Par équipes femmes | Non disputé   | Non disputé   | Non disputé     | Non disputé     | 24 min 10 s 14 | 7e          | Éliminée | 14e      |

### Snowboard
| Athlète        | Épreuve           | Qualification | Qualification | Qualification | Qualification | Qualification | Finale   | Finale   | Finale   | Finale   | Finale   |
| Athlète        | Épreuve           | Course 1      | Course 2      | Course 3      | Meilleur      | Rang          | Course 1 | Course 2 | Course 3 | Meilleur | Rang     |
| -------------- | ----------------- | ------------- | ------------- | ------------- | ------------- | ------------- | -------- | -------- | -------- | -------- | -------- |
| Tit Štante     | Half-pipe hommes, | 18,25         | 5,75          | -             | 18,25         | 22e           | Éliminé  | Éliminé  | Éliminé  | Éliminé  | Éliminé  |
| Urška Pribošič | Big air femmes    | 43,00         | 25,75         | 63,75         | 106,75        | 18e           | Éliminée | Éliminée | Éliminée | Éliminée | Éliminée |
| Urška Pribošič | Slopestyle femmes | 27,48         | 32,00         | -             | 32,00         | 24e           | Éliminée | Éliminée | Éliminée | Éliminée | Éliminée |

| Athlète        | Épreuve | Qualification | Qualification | Huitième de finale  | Quart de finale      | Demi-finale    | Finale          | Finale                              |
| Athlète        | Épreuve | Temps         | Rang          | Adversaire          | Adversaire           | Adversaire     | Adversaire      | Rang                                |
| -------------- | ------- | ------------- | ------------- | ------------------- | -------------------- | -------------- | --------------- | ----------------------------------- |
| Žan Košir      | Hommes  | 1 min 22 s 16 | 11e           | Fischnaller Défaite | Éliminé              | Éliminé        | Éliminé         | 11e                                 |
| Rok Marguč     | Hommes  | 1 min 24 s 38 | 25e           | Éliminé             | Éliminé              | Éliminé        | Éliminé         | Éliminé                             |
| Tim Mastnak    | Hommes  | 1 min 21 s 43 | 4e            | Angenend Victoire   | Kwiatkowski Victoire | Wild Victoire  | Karl Défaite    | Médaille d'argent, Jeux olympiques  |
| Glorija Kotnik | Femmes  | 1 min 28 s 78 | 14e           | Miki Victoire       | Langenhorst Victoire | Ulbing Défaite | Dekker Victoire | Médaille de bronze, Jeux olympiques |